# Cacicus
Cacicus is een geslacht van zangvogels uit de familie troepialen (Icteridae).

## Soorten
Het geslacht kent de volgende soorten:
- Cacicus cela – Geelstuitbuidelspreeuw
- Cacicus chrysonotus – Geelstuitbergbuidelspreeuw
- Cacicus chrysopterus – Goudvleugelbuidelspreeuw
- Cacicus haemorrhous – Roodstuitbuidelspreeuw
- Cacicus koepckeae – Loretobuidelspreeuw
- Cacicus latirostris – Bandstaartoropendola
- Cacicus leucoramphus – Geelvleugelbergbuidelspreeuw
- Cacicus microrhynchus – Kleine bloedstuitbuidelspreeuw
- Cacicus oseryi – Helmoropendola
- Cacicus sclateri – Rouwbuidelspreeuw
- Cacicus solitarius – Zwarte buidelspreeuw
- Cacicus uropygialis – Grote bloedstuitbuidelspreeuw